# 拟梭菌属
拟梭菌属（Clostridioides）是革兰氏阳性菌的一个属，包括引起人类感染性腹泻病原体的艰难梭菌（Clostridioides difficile）。

## 分类
少数之前分类为梭菌屬的物种使用16S rRNA基因测序分析后已经被证实为不同的基因属。  但是，根据國際細菌命名法規，这两个名称仍在使用且均有效。 2020年，使用拟梭菌属作为中文译名。

## 描述
拟梭菌属为专性厌氧菌，能够产生内生孢子。拟梭菌属的正常生殖细胞称为繁殖体，呈杆状，并因此得名。

## 下属物种
本属包括以下物种：
- 艰难拟梭菌 Clostridioides difficile （原艰难梭菌Clostridioides difficile）
  - Clostridioides difficile A
  - Clostridioides difficile D
  - Clostridioides difficile E
- 曼氏拟梭菌 Clostridioides mangenotii (McClung & McCoy, 1957) Lawson et al., 2016（原曼氏梭菌，Clostridioides mangenotii）